# Кување
Кување је уметност, технологија, наука и занат припреманја хране за конзумацију. Технике кухања и састојци увелико варирају у целом свету, од печења хране на отвореном огњу до употребе електричних штедњака, печења у различитим врстама пећница, одражавајући јединствене еколошке, економске и културне традиције и трендове. Врсте кувања такође зависе од нивоа вештине и обучености кувара. Кување обављају обични људи у њиховим домовима, као и професионални кувари у ресторанима и другим прехрамбеним објектима. Кување се може одвијати путем хемијских реакција без присуства топлоте, попут цевича, традиционалног јужноамеричког јела у коме се риба кува са киселинама у лимуновом или лиметином соку.
Припрема хране топлотом или ватром је активност јединствена за људе. Могуће је да је започета пре око 2 милиона година, а археолошки докази постоје за задњих милион година. Ширење пољопривреде, трговине и транспорта између цивилизација у различитим регионима понудило је куварима мноштво нових састојака. Нови изуми и технологије, као што је изум посуђа за држање и кључање воде, проширили су опсег техника кувања. Неки савремени кувари примењују напредне научне технике у припреми хране како би додатно побољшали укус јела које се сервирају.
Кување је термичка обрада сирове хране, за људску исхрану. Кува се у води или на пари - на 100 °C. Осим кувања храна се термички може још припремати и печењем или динстањем. Оба начина храну термички обрађују на температури од преко 100 °C, с тим што се динстање одвија на нешто нижој температури, ближе 100 °C.

## Историја
Филогенетичка анализа сугерише да су људски преци вероватно измислили кување још пре 1,8 милиона до 2,3 милиона година. Поновна анализа изгорелих фрагмената костију и биљног пепела из пећине Вондерверк у Јужној Африци пружила је доказе који подржавају контролу ватре код раних људи пре 1 милиона година. Постоје докази да је Homo erectus кувао своју храну још пре 500.000 година. Докази о контролисаној употреби ватре припрадника врсте Homo erectus који почињу од пре око 400 000 година имају широку научну потпору. Археолошки докази од пре 300.000 година, у облику древних огњишта, земљаних пећи, спаљених животињских костију и кремена, налазе се широм Европе и Блиског истока. Антрополози сматрају да је широко распрострањено кување на ватри започело пре око 250.000 година када су се огњишта први пут појавила.
Недавно је установљено да су најранија огњишта стара најмање 790.000 година.
Комуникација између Старог и Новог света у Колумбијској размени утицала је на историју кувања. Кретање хране преко Атлантика из Новог света, као што су кромпир, парадајз, кукуруз, пасуљ, паприка бабура, чили паприка, ванила, бундева, касава, авокадо, кикирики, пекан, индијски орах, ананас, боровница, сунцокрет, чоколада, тиквице и тикве голице имали су снажан утицај на кување у Старом свету. Кретање хране преко Атлантика из Старог света, попут говеда, оваца, свиња, пшенице, овса, јечма, пиринча, јабука, крушака, грашка, лелебије, бораније, горушице и шаргарепе, слично је променило кување у Новом свету.
У седамнаестом и осамнаестом веку храна је била класични маркер идентитета у Европи. У „доба национализма” деветнаестот века кухиња је постала дефинишући симбол националног идентитета.
Индустријска револуција је донела масовну производњу, масовно стављање у промет и стандардизацију хране. Фабрике које су обрађивале, презервирале, конзервирале и паковале широк избор намирница и прерађених житарица брзо су постале одредница америчког доручка. Током 1920-их појавили су се методи замрзавања, кафетерије и ресторани брзе хране.
Поцетком 20. века владе су издале смернице о исхрани које су довеле до прехрамбене пирамиде (уведене у Шведској 1974). „Храна за малу децу” из 1916. године постала је први УСДА водич који је дао посебне смернице о исхрани. Ажурирани 1920-их, ови водичи дали су сугестије за куповину за породице различитих величина заједно са ревизијом ере депресије, која је обухватала четири нивоа трошкова. Године 1943, УСДА је креирала „Основних седам” графикона за промоцију исхране. Они су садржали прве препоручене дневне количине по подацима Националне академије наука. Године 1956, публикација „Основе адекватне исхране” је навела препоруке у којима је смањен број група о којима ће америчка школска деца учити на четири. Године 1979, водич под називом „Храна” бавио се везом између превеликих количина нездраве хране и хроничних болести. Масти, уља и слаткиши додати су у четири основне групе хране.

## Састојци
Већина састојака у кувању потиче од живих организама. Поврће, воће, житарице и орашасти плодови, као и биље и зачини потичу од биљака, док месо, јаја и млечни производи потичу од животиња. Печурке и квасац који се користе у печењу су врсте гљива. Кувари такође користе воду и минерале као што је со. Кувари такође могу користити вино или жестока пића.
Природни састојци садрже различите количине молекула који се називају протеини, угљени хидрати и масти. Такође садрже воду и минерале. Кување укључује манипулацију хемијским својствима ових молекула.

### Угљени хидрати
Угљени хидрати укључују уобичајени шећер, сахарозу (стони шећер), дисахарид и такве једноставне шећере као што су глукоза (направљена ензимским цепањем сахарозе) и фруктоза (из воћа), и скроб из извора као што су брашно од житарица, пиринач, шипак и кромпир.
Интеракција топлоте и угљених хидрата је сложена. Шећери дугог ланца, као што је скроб, имају тенденцију да се разграде на лакше сварљиве, једноставније шећере. Ако се шећери загреју тако да се избаци сва кристализациона вода, почиње карамелизација, при чему се шећер подвргава термичкој разградњи са стварањем угљеника, а други производи разлагања производе карамелu. Слично, загревање шећера и протеина изазива Малардову реакцију, основну технику за побољшање укуса.
Емулзија скроба са масти или водом може, када се лагано загреје, да обезбеди згушњавање јела које се кува. У европском кулинарству, мешавина путера и брашна која се зове запршка се користи за згушњавање течности за прављење варива или сосова. У азијском кувању, сличан ефекат се добија од мешавине пиринчаног или кукурузног скроба и воде. Ове технике се ослањају на својства скроба за стварање једноставнијих слузавих сахарида током кувања, што узрокује познато згушњавање сосова. Ово згушњавање ће се, међутим, разбити под додатном топлотом.

### Mасти
Врсте масти укључују биљна уља, животињске производе као што су путер и лој, као и масти из житарица, укључујући кукурузно и ланено уље. Масти се користе на више начина у кувању и печењу. За припрему помфрита, сира на жару или палачинки, тигањ или решетка се често премазују машћу или уљем. Масти се такође користе као састојак у пекарским производима као што су колачићи, колачи и пите. Масти могу достићи температуре веће од тачке кључања воде и често се користе за превођење високе топлоте на друге састојке, као што су пржење, дубоко пржење или сотирање. Масти се користе за додавање укуса храни (нпр. путер или масноћа од сланине), спречавање лепљења хране за тигање и стварање жељене текстуре.

### Протеини
Јестиви животињски материјали, укључујући мишиће, изнутрице, млеко, јаја и беланца, садрже значајне количине протеина. Скоро све биљне материје (посебно махунарке и семена) такође садрже протеине, иако углавном у мањим количинама. Печурке имају висок садржај протеина. Било који од ових може бити извор есенцијалних аминокиселина. Када се протеини загреју, они постају денатурисани (развијени) и мењају текстуру. У многим случајевима то узрокује да структура материјала постане мекша или ломљивија – месо постаје кувано, више крхко и мање флексибилно. У неким случајевима, протеини могу формирати чвршће структуре, као што је коагулација албумена у беланцима јајета. Формирање релативно круте, али флексибилне матрице од беланца представља важну компоненту у печењу колача, а такође је основа многих десерта на бази пуслица.

### Витамини и минерали
Витамини и минерали су потребни за нормалан метаболизам; а оно што тело не може само произвести мора доћи из спољашњих извора. Витамини долазе из неколико извора укључујући свеже воће и поврће (витамин Ц), шаргарепе, јетре (витамин А), мекиња житарица, хлеба, јетре (витамини Б), уље рибље (витамин Д) и свеже зелено поврће (витамин К). Многи минерали су такође неопходни у малим количинама, укључујући гвожђе, калцијум, магнезијум, натријум хлорид и сумпор; а у веома малим количинама бакар, цинк и селен. Микронутријенти, минерали и витамини у воћу и поврћу могу бити уништени или елуирани кувањем. Витамин Ц је посебно склон оксидацији током кувања и може бити потпуно уништен дуготрајним кувањем. Биорасположивост неких витамина као што су тиамин, витамин Б6, ниацин, фолна киселина и каротеноиди се повећава кувањем тако што се ослобађају од микроструктуре хране. Бланширање или кухање поврћа на пари је начин да се минимизира губитак витамина и минерала током кувања.